# Kolbeinsey
Kolbeinsey – niewielka wulkaniczna wysepka położona 105 km na północ od wybrzeży Islandii i 74 km od wyspy Grímsey. Wyspa jest najdalej wysuniętym na północ punktem Islandii. Znajduje się pod stałym działaniem erozyjnym fal morskich i przewidywano, że miała zniknąć około roku 2020, jednak w sierpniu 2020 roku wyspa w dalszym ciągu znajdowała się nad powierzchnią wody podczas odpływu. Jest zupełnie pozbawiona roślinności. Została tak nazwana na cześć swojego odkrywcy: Kolbeinna Sigmundarsona.
Powierzchnia Kolbeinsey na początku 2001 roku wynosiła 90 m² (około 11 metrów średnicy). Pierwotna powierzchnia wyspy nie jest znana. Pierwszy raz zmierzona w 1616 roku miała 700 m długości oraz 100 m szerokości. Do roku 1903 jej rozmiar zmniejszył się o połowę. W sierpniu 1985 wyspa miała już tylko 39 m szerokości. Maksymalna wysokość wynosi 8 m. Wyspa posiadała lądowisko dla helikopterów, jednak według informacji z 2006 r. zostało ono zniszczone przez oddzielenie się dużej części skały od reszty wysepki.
Pomimo niewielkiej powierzchni wyspa ma jednak dość duże znaczenie dla Islandii, gdyż dodaje jej dodatkowe 9400 km² wód terytorialnych, zwiększając tym samym wyłączną strefę połowów.